# Marcel Drouin
Pour les personnes ayant le même patronyme, voir Drouin et Arnauld.
Marcel Drouin, aussi connu sous le pseudonyme de Michel Arnauld, né le 6 février 1871 à Saint-Nicolas-de-Port (Meurthe-et-Moselle) et mort le 1er juillet 1943 à Cuverville, est un professeur de philosophie et un écrivain français. Il est l'un des cofondateurs de La Nouvelle Revue française.

## Biographie
Ancien élève de l’École normale supérieure (1892-1898), Marcel Drouin se lie d'amitié avec André Gide dont il devient le beau-frère (leurs deux épouses étaient des sœurs Rondeaux), ainsi qu'avec Eugène Rouart. Il est ensuite professeur de philosophie à Alençon, puis au lycée Janson-de-Sailly (Paris XVIe).
Il collabore à la Revue blanche.
En 1908, il participe au lancement de La Nouvelle Revue française avec Charles-Louis Philippe, André Gide, Jean Schlumberger, Jacques Copeau, Henri Ghéon et André Ruyters. Il écrit dans cette revue sous le pseudonyme de Michel Arnauld.

## Publications
- préface à Pages choisies d'Émile Boutroux, Paris : Larousse, [1915]
- La Sagesse de Goethe, préface d'André Gide, Paris : Gallimard, 1949
- "Fragments philosophiques" in Revue de métaphysique et de morale, 51e année, no 4, Paris : Armand Colin, octobre 1946
- Michel Arnaud [sic], Propos d'un Normand : 1906-1914. Tome 1 : Alain, Paris : Gallimard, 1952

## Distinctions
- Chevalier de la Légion d'honneur (1931)